# Börzsöny

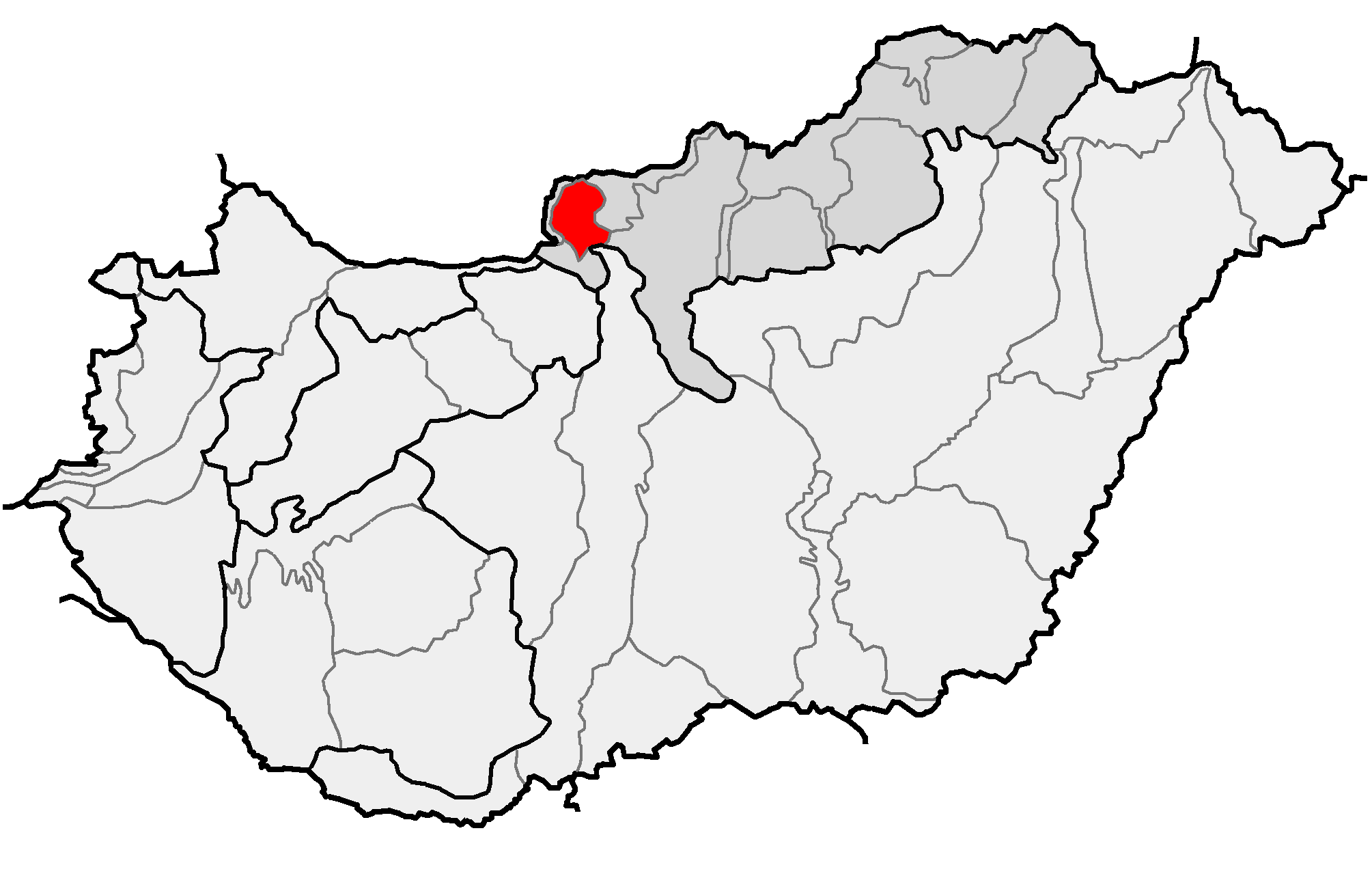
Położenie na mapie Węgier

Börzsöny (517.5) – grupa górska w Wewnętrznych Karpatach Zachodnich, stanowiąca najbardziej na zachód wysunięty człon Średniogórza Północnowęgierskiego. Położona w całości na terenie Węgier, niespełna 50 km na północ od centrum Budapesztu.

## Położenie
Masyw Börzsöny ma kształt nieregularnego owalu o rozciągłości południkowej 30 km i równoleżnikowej 16 km. Leży między doliną Dunaju na południu, doliną Ipoli na zachodzie i północy oraz górami Czerhat na wschodzie.

## Ukształtowanie
Góry Börzsöny są górami niskimi, jedynie najwyższy szczyt Csóványos (939 m n.p.m.) sięga ponad 900 m n.p.m. Ponieważ jednak wznoszą się stromo ponad niskim otoczeniem, o wysokości ok. 200 m n.p.m., charakteryzują się znacznymi wysokościami względnymi, w granicach 500–750 m.
Krótkie dopływy Ipoli, spływające z zachodnich stoków gór, a zwłaszcza bezpośrednie dopływy Dunaju, swymi głęboko wciętymi dolinami silnie rozczłonkowały góry. W środkowej części gór powstały wskutek tego dość śmiałe formy krajobrazu. Część ta nosi nazwę Wysoki Börzsöny. Tworzy ją na długości 12 km dział wodny o przebiegu w przybliżeniu południkowym. Wznoszą się w tym grzbiecie najwyższe szczyty – wspomniany już Csóványos oraz Nagyhideghegy (865 m n.p.m.). Główny grzbiet opada stromo do głęboko wciętych dolin, odsłaniając miejscami gołe, urwiste skały. Szczególnie strome są zbocza zachodnie, gdzie boczne dopływy płynącego równolegle do działu wodnego Czarnego Potoku (węg. Fekete-patak) na skutek erozji wstecznej wcięły się poza linię grzbietu głównego. Od głównego grzbietu oddzielają się grzbiety boczne i skaliste grzędy o wysokościach 600–800 m n.p.m., porozdzielane przez V-kształtne doliny i stopnie podgórskie. Wysoki Börzsöny otaczają, zwłaszcza od zachodu i północy niższe, ale dobrze rozczłonkowane masywy górskie.

## Geologia
Budowa geologiczna gór Börzsöny jest stosunkowo prosta. Zbudowane są one głównie z młodych skał wulkanicznych, przeważnie z andezytów oraz (w mniejszym stopniu) z tufów i aglomeratów tufowych. W czasie intensywnej aktywności wulkanicznej w okresie młodszego trzeciorzędu zaznaczały się na przemian wylewy lawy i erupcje popiołów wulkanicznych z wielu kraterów. Powstały w ten sposób typowe wulkany warstwowe (stratowulkany). Z biegiem czasu pierwotne formy wulkaniczne uległy procesom erozyjnym i zostały prawie całkowicie zrównane. Pod koniec trzeciorzędu południowy skraj opisywanego regionu zalało morze i z tego okresu pochodzą nieliczne skały osadowe. Dzisiejsze formy ukształtowania gór są przeważnie pochodzenia erozyjnego. Różnice wysokości uwarunkowane są zróżnicowaną odpornością skał oraz intensywnością wypiętrzenia czwartorzędowego, które wykazuje lokalne zróżnicowanie.

## Hydrologia
W górach Börzsöny występuje wiele źródeł, jednak wskutek niewielkich rozmiarów tego regionu potoki są krótkie i nie niosą dużo wody, wzbierając tylko w okresie topnienia śniegów i letnich ulew. Cały obszar gór należy do zlewiska Morza Czarnego. Jak już wspomniano, wody z tych gór spływają bezpośrednio do Dunaju albo do jego dopływu Ipoli.

## Klimat
Warunki klimatyczne gór Börzsöny nie odbiegają na ogół od charakterystycznych dla Średniogórza Północnego. Roczne sumy opadów atmosferycznych wynoszą tu od 600 do 800 mm. Maksimum opadów przypada na początek lata i przynoszą je zwykle często występujące w tym okresie gwałtowne burze. Średnia roczna temperatura wynosi 9,3 °C, średnia temperatura lipca 19 °C, a średnia stycznia – 2,4 °C. Opady śniegu są na tyle duże, że niektóre wyżej położone stoki gór w czasie ostrzejszych zim wykorzystywane są jako tereny narciarskie.

## Gleby
Na andezytach gór Börzsöny występują kwaśne, bogate w próchnicę brunatne gleby leśne lub bielice. Te same typy gleb rozwinęły się również na podłożu lessowym oraz na czwartorzędowych glinach, występujących na obrzeżu gór oraz w nielicznych i niewielkich kotlinach śródgórskich.

## Przyroda ożywiona i jej ochrona
Naturalna szata roślinna gór Börzsöny uległa mniejszym zmianom niż w innych regionach Węgier. Prawie cały masyw porastają lasy liściaste, które urozmaicają tylko nieliczne polany. Przeważają lasy bukowe, które rosną na zboczach południowych powyżej 500 m n.p.m., na północnych zaś już od 250 m n.p.m. Na cieplejszych stanowiskach oprócz buczyn występują tu również grądy dębowo-grabowe. Lasy pod pola uprawne zostały wycięte jedynie  na  grzbietach  południowego Börzsöny, w dolinie Dunaju i w niektórych kotlinach. Większą część gór obejmuje utworzony w 1997 r. Park Narodowy „Dunaj-Ipola” (węg. Duna-Ipoly Nemzeti Park).

## Turystyka
Góry Börzsöny są terenem wypoczynkowym popularnym wśród mieszkańców Budapesztu. Dla turystyki górskiej najbardziej atrakcyjny jest rejon głównego grzbietu z najwyższymi szczytami. Jest to część gór Börzsöny dostarczająca turyście najciekawszych widoków, a wędrówka tędy daje wrażenie gór znacznie wyższych.